# Pseudocarpidium rigens
Pseudocarpidium rigens là một loài thực vật có hoa trong họ Hoa môi. Loài này được (Griseb.) Britton miêu tả khoa học đầu tiên năm 1912.